# Seo Min-guk
Seo Min-guk (koreanisch 서민국; * 19. Dezember 2003) ist ein südkoreanischer Fußballspieler.

## Karriere
Seo Min-guk erlernte das Fußballspielen in den Schulmannschaften der Bupyeong Elementary School, Daedong Elementary School und der Incheon Bupyeong High School und in der Jugendmannschaft von Jeonbuk Hyundai Motors in Südkorea sowie in der Queensboro FC Academy in Queens in New York City. Im Januar 2024 kam er nach Thailand. Hier unterschrieb er einen Vertrag beim Drittligisten Nonthaburi United FC. Für den Verein aus der Provinz Nonthaburi bestritt er sieben Ligaspiele in der Western Region der Liga. Im Sommer 2024 wechselte er in die Central Region, wo er einen Vertrag beim North Bangkok University FC unterschrieb. Nach zehn Ligaspielen wechselte er im Januar 2025 zu dem in der Northern Region spielenden Maejo United FC. Am Ende der Saison 2024/25 feierte er mit Maejeo die Meisterschaft der Region. In den Aufstiegsspielen zur zweiten Liga konnte man sich jedoch nicht durchsetzen. Nach zehn Ligaspielen wechselte er zu Beginn der Saison 2025/26 im Juli 2025 zum Zweitligisten Chiangmai United FC. Sein Zweitligadebüt für den Verein aus Chiangmai gab er am 17. August 2025 (1. Spieltag) im Heimspielspiel gegen den Kasetsart FC. Bei dem 1:1-Unentschieden stand er in der Startelf und spielte die kompletten 90 Minuten. In der 16. Minute schoss er auf Vorabeit von Pattara Soimalai sein erstes Zweitligator.

## Erfolge
Maejo United FC
- Thai League 3 – North: 2024/25